# Hidalgo (Michoacán)
Hidalgo è una municipalità dello stato di Michoacán, nel Messico centrale, il cui capoluogo è la località di Ciudad Hidalgo.
La municipalità conta 117.620 abitanti (2010) e ha un'estensione di 1.143,60 km².
Il paese deve il suo nome a Miguel Hidalgo y Costilla, eroe della guerra d'indipendenza del Messico.